# Wilhelm Victor Keidel
Wilhelm Victor Keidel (* März 1825 in Hildesheim, Königreich Hannover; † 9. Januar 1870 in Fredericksburg, Gillespie County, Texas, USA) Dr. med., war der erste Arzt und erste Friedensrichter im texanischen Gillespie County und Gründer der Ortschaft Pedernales.

## Familie
Er war der Sohn des Dr. Georg Keidel in Hildesheim.
Keidel heiratete in erster Ehe (wohl um 1851) die deutsche Einwanderin Albertine Kramer (* 1830 in Osterode am Harz, Niedersachsen; † 1. Juli 1852 in Pedernales, Gillespie County, Texas, USA). Sie starb bei der Geburt ihres ersten Kindes Albert. - Eine Albertine Kramer (18) war mit Schwester Caroline (24) und Mutter Christine (54) aus Osterode über Bremen mit der Brigg „Joh. Dethard“ am 15. Dezember 1848 in Galveston (Texas) eingewandert. Albertines Vater (oder ein anderer Passagier aus Osterode) ist nicht auf der Passagierliste verzeichnet; vielleicht war er bereits in Texas und hatte die Familie nachkommen lassen.
In zweiter Ehe heiratete er am 16. Oktober 1856 im Gillespie County Caroline Kott (* 1841 im Herzogtum Sachsen-Gotha; † August 1865 in Fredericksburg, Gillespie County, Texas), die Tochter des deutschen Einwanderers Ernst Eduard Gottfried Kott (* 1816) und der Luise NN. (* 1817). Sie starb am Fieber nach der Geburt ihres Sohnes Hermann.

## Leben
Keidel studierte in den Jahren 1841–1845 Medizin an der Universität Göttingen. Gleich anschließend wanderte er von Bremen mit der Brigg „Margarete“ nach Nordamerika aus und ging am 1. Dezember 1845 in Galveston (Texas) an Land.
Schon bald trat er der Armee der Union bei und kämpfte im Jahr 1846 sechs Monate im Mexikanisch-Amerikanischen Krieg. Dann zog er nach Fredericksburg weiter, wo er sich als Arzt niederließ, als der er vermutlich vom „Mainzer Adelsverein“ verpflichtet worden war.
Er gehörte mit dem Zivilingenieur Nicolaus Zink (1812–1887) zu den Unterzeichnern der Petition vom 15. Dezember 1847, in der die Gründung eines eigenen Gillespie Countys gefordert wurde. Tatsächlich wurde schon im Folgejahr dieser County aus dem Bexar County ausgegliedert und gegründet. In demselben Jahr 1848 wurde Keidel zum ersten Friedensrichter dieses neuen Countys gewählt.
Bald darauf verließ er Fredericksburg aber schon wieder, um mit anderen am Pedernales River eine eigene Siedlung aufzubauen. Im Jahr 1850 hatte die Siedlung Pedernales 44 Einwohner deutscher Abstammung, deren inoffizieller Sprecher Keidel war.
Am 11. September 1854 lud er zu einer Gründungsversammlung zur Errichtung der ersten Schule ein. Außerdem gründete er die „Society for Good Fellowship and Promotion of General Information“, einen politischen und kulturellen Verein.
Ebenfalls 1854 wurde er auf einer Versammlung in San Antonio zum Vizepräsidenten eines landesweiten texanischen Dachverbands aller deutschen Vereine gewählt.
Keidel bepflanzte Alleen und tat alles zur Verschönerung der Stadt Pedernales. Als Arzt behandelte er Weiße gleichermaßen wie Indianer, wobei die Indianer in Naturalien bezahlten.
Im Jahr 1865 zog Keidel mit seiner zweiten Ehefrau Caroline und den Kindern zurück nach Fredericksburg. Seine Frau war schwer erkrankt und starb dort kurze Zeit später am Fieber nach der Geburt von Sohn Hermann.
Keidel blieb im amerikanischen Bürgerkrieg neutral und unterstützte beide Seiten, die Union ebenso wie die Konföderierten Staaten.
Am 9. Januar 1870 starb er an Typhus.